# Stef Feijen

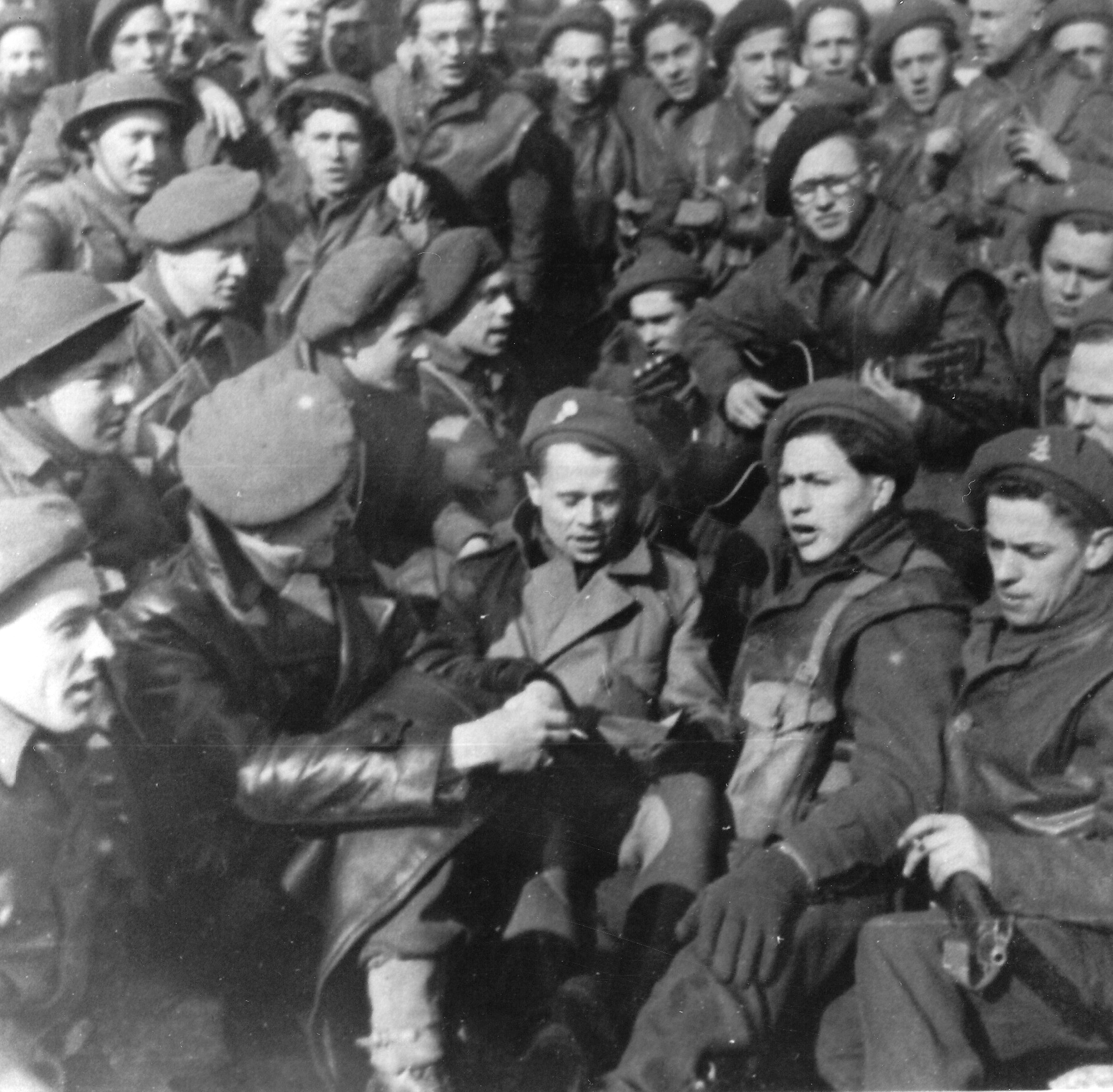
Stef Feijen te midden van zijn manschappen van KP Margriet

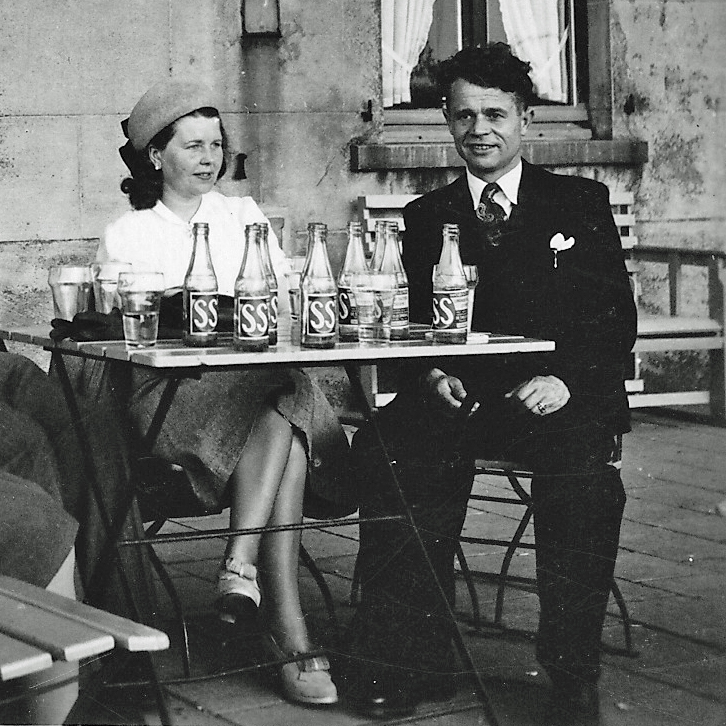
Stef en Lienke Feijen in Tegelen

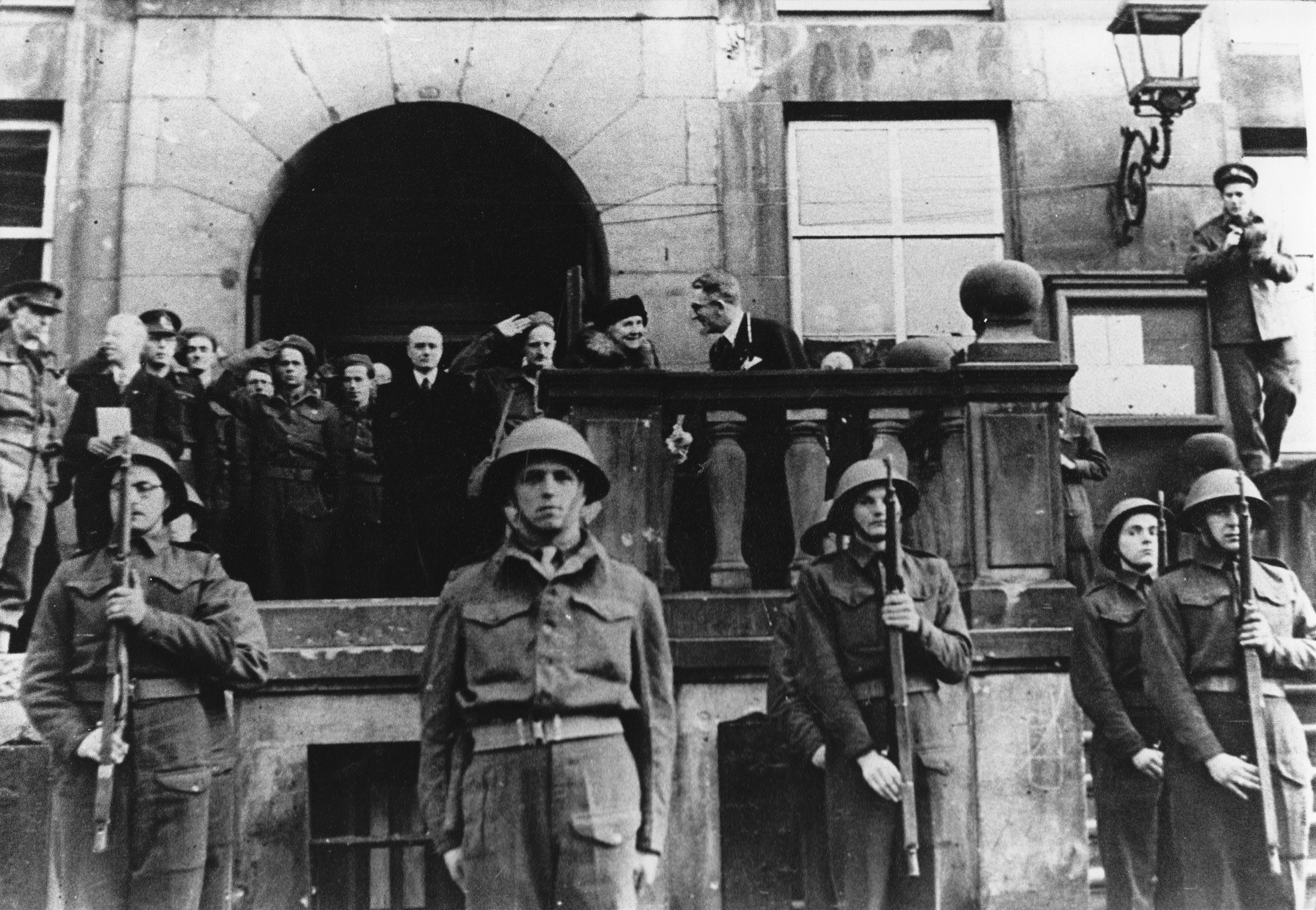
Koningin Wilhelmina en KP Margriet in bevrijd Den Bosch

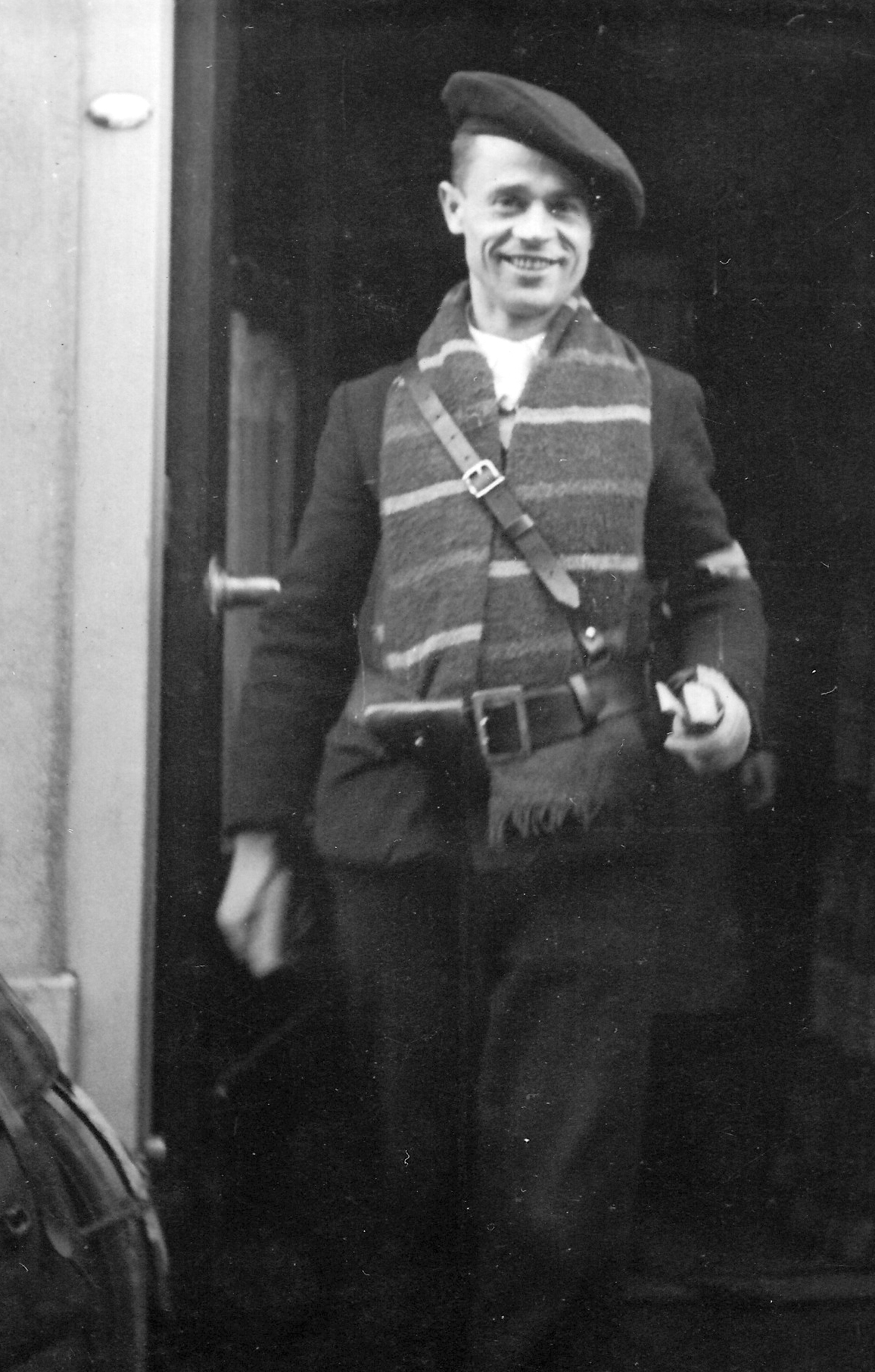
Stef Feijen na de bevrijding van Den Bosch

Stef Feijen (Tegelen, 4 oktober 1908 - 14 augustus 1973) was gedurende de Duitse bezetting van Nederland in de Tweede Wereldoorlog een verzetsstrijder. Hij werd, na het overlijden van Willy Andriessen op 19 augustus 1944, leider van knokploeg Margriet.

## Verzetsdaden
Zijn verzetswerk begon kleinschalig; bij de modelmakerij in Tegelen waar hij werkte, saboteerde hij modellen voor de Duitse Wehrmacht. Andere kleine verzetsdaden van hem waren het doorknippen van elektriciteitsdraden en het ingooien van ramen bij NSB-woningen. Eind 1942 richt Stef Feijen, in samenwerking met onder andere Frans Jentjens en zijn buurman P.Noten, een kleine verzetsgroep op in Tegelen. Deze groep helpt onder andere met het doorsluizen van piloten, verstoppen van wapens en het overbrengen van berichten. Ook helpen ze Franse vluchtelingen terug te keren naar hun vaderland. In 1943 wordt het, door een steeds actievere NSB in Tegelen, Stef en zijn vrouw Lienke te heet onder de voeten. Lienke Feijen duikt uiteindelijk onder in Den Haag terwijl Stef via Helden, Ottersum, Hintham, Den Bosch uiteindelijk in Rosmalen belandt.
Via zijn oude strijdmakker "Koos" komt Stef in contact met Theo Dobbe, KP leider van Zuidelijk Nederland. Stef Feijen sluit zich aan bij de verzetsgroep en is daarna, op 4 april 1944, betrokken bij de oprichting van de KP Margriet. KP Margriet is voornamelijk actief in het gebied rondom Den Bosch. Dagelijks worden Duitse posities doorgegeven, worden telefoonlijnen doorgeknipt, worden voorgenomen vernielingen door de Duitsers onklaar gemaakt en mijnvelden in beeld gebracht.

## Knokploeg Margriet
Stef Feijens eerste verzetsdaad in de knokploeg is de overval op zwarthandelaar Merks (Markx) in Nistelrode. Maar ook worden liquidaties op landverraders uitgevoerd, gevangenen bevrijd en wordt sabotage gepleegd. Een van de liquidaties betreft Piet van Bussel , bijgenaamd ‘De Kin’, een Veghelse politieagent die zich bezighield met het arresteren van ondergedoken jonge mannen die de arbeidsinzet wilden ontlopen. Ook de NSB-burgemeester van Oss, Hermanus Apeldoorn, wordt op 10 augustus 1944, amper 5 maanden na zijn installatie als burgemeester, in Ravenstein door verzetsstrijders doodgeschoten.
Tot half augustus 1944 is Willy Andriessen, schuilnaam Emiel, leider van KP Margriet. Op 14 augustus worden drie leden van Knokploeg De Margriet aangehouden. Het hoofdkwartier van de knokploeg moet ontruimd worden. Een getuige  : 'Willy is toen direct zijn spullen, waaronder natuurlijk belastend materiaal, gaan halen. Toen ik hem na terugkeer vertelde dat het heel vlug moest gebeuren, zei hij, terwijl hij weer terugging: "Nog één koffer en dan is alles weg." We hebben Willy nooit meer gezien.' Willy Andriessen wordt gearresteerd, overgebracht naar Kamp Vught en met drie medestrijders van Knokploeg Margriet op 19 augustus 1944 door een Duits vuurpeloton omgebracht. Na de dood van Andriessen wordt Stef Feijen de nieuwe leider van KP Margriet.
Begin september 1944 wordt, onder leiding van de nieuwe commandant Stef Feijen, een Duitse trein met levensmiddelen, munitie en soldaten in de buurt van Rosmalen tot stilstand gedwongen. Ook wordt een Duits mitrailleursnest onklaar gemaakt, wordt bij een dropplaats een Duitse soldaat bij een mitrailleursnest door Stef Feijen doodgeschoten en worden spijkermatten op de weg Venlo-Nijmegen gelegd. Tussendoor worden veel koeriersdiensten verricht met onder andere bonkaarten en munitie. Ook de bevrijding van diverse gevangenen uit de gevangenis van Den Bosch komt op het conto van Knokploeg Margriet.

## Na de bevrijding
Toen het zuidelijk deel van Nederland in 1944 was bevrijd van de Duitse bezetting, meldden vele Nederlanders zich bij de nieuw te formeren stoottroepencompagnieën. Deze compagnieën werden ingedeeld bij het voor deze gelegenheid gevormde Commando-Brabant en Commando-Limburg. Later (medio juni 1945) werden deze samengevoegd tot een regiment. Zij werden direct ingezet in de gebieden ten zuiden van de grote rivieren, waar Duitse verkenningseenheden regelmatig probeerden te infiltreren in het bevrijde zuiden.
KP Margriet wordt op 5 september 1944 ingedeeld bij de Binnenlandse Strijdkrachten, Stoottroepen Commando Noord-Brabant, als 8e Compagnie. De compagnie krijgt dezelfde naam als de knokploeg namelijk “Margriet Compagnie”. Stef Feijen wordt compagniescommandant. Uiteindelijk krijgt hij de rang van 1e luitenant. De oud-knokploegen, waaronder dus ook de KP Margriet van Feijen, krijgen in september 1944 de opdracht om alle mijnenvelden, die door de Duitsers zijn aangelegd, in hun omgeving in kaart te brengen. KP Margriet moet al het treinverkeer naar en vanaf Den Bosch registreren. Verder moet met proberen al nog intacte bruggen te beschermen, moet men alleenreizende Duitse soldaten proberen te overmeesteren en krijgsgevangen te nemen en moet men optreden tegen personen die nog actie willen ondernemen tegen de bezetters. Terugtrekkende Duitse troepen moeten vertraagd worden door onder andere spijkermatten op de wegen te plaatsen. Ook moeten gebouwen die door de Duitsers zijn verlaten zo snel mogelijk gecontroleerd worden en de sleutels aan de rechtmatige eigenaren worden teruggegeven. KP Margriet helpt ook bij de bevrijding van de K.T.A. school waar op dat moment 4000 evacués zitten.
Compagnie Margriet is ook betrokken bij de bevrijding van onder andere Den Bosch. Samen met de 53rd Welsh Division trekken zij vanuit Hintham op naar Den Bosch waar felle gevechten worden geleverd.
In oktober 1944 schrijft Stef Feijen dat van zijn ploeg zes mensen het leven lieten tijdens diverse acties die de knokploeg uitvoerde. Vier werden gefusilleerd, 1 man is verdronken en de zesde sneuvelde tijdens gevechten om de bevrijding van Eindhoven.
Na de bevrijding van Den Bosch wordt de Compagnie “Margriet” ingezet bij de bewaking van de Maas en de Waal. Inmiddels zijn de manschappen voorzien van Engelse uniformen en wapens. Op de avond van 20 februari 1945 spreekt Stef Feijen zijn manschappen toe dat ze opdracht hebben gekregen om, als onderdeel van het Engelse 49th West Riding Reconnaisance Regiment  naar Kleve, Duitsland op te trekken. Ze rijden in legertrucks richting Kleve waar ze kamp maken in de bossen van het Reichswald. Nadien trekken ze samen met Canadese troepen op naar ’s Heerenberg en helpen de geallieerden met de bevrijding van Oost-Nederland tot aan Oost-Friesland toe. Onderweg maken ze veel Duitse krijgsgevangen en helpen ze de hongerlijdende burgers in de dorpen die ze passeren.

## Koningin Wilhelmina
Op 19 maart 1945 ontvangt commandant Stef Feijen een brief met daarop het stadswapen van Den Bosch. Feijen wordt verzocht om op 20 maart om 14.45 uur aanwezig te zijn bij een belangrijke bespreking. Deze bespreking zou door hoge autoriteiten worden bijgewoond. Samen met nog twintig strijders vertrekt hij naar Den Bosch, waar ze worden ontvangen door koningin Wilhelmina. In een gesprek met de koningin vertelt Stef Feijen wat er de afgelopen maanden is gebeurd om af te sluiten met: “Mijn jongens hebben mij gevraagd u een cadeautje te geven.” Hij haalt een doosje tevoorschijn dat hij door de zenuwen niet open kan krijgen. Daarop zegt Koningin Wilhelmina, althans volgens de aanwezige advocaat en verzetsman Harry Holla: “Wacht Stefke, ik zal u helpen.” In het doosje zitten vijf zilveren margrieten, het symbool van de 8e compagnie. Een voor hare majesteit en vier stuks voor de prinsessen. “Ik beschouw het als een hoge onderscheiding deze te mogen ontvangen en ik verzoek U, Stefke Feijen, mij zelve die onderscheiding te geven.” Waarop de Koningin in de houding gaat staan en Stef de zilveren margriet op haar linker revers van haar mantel speldt met de woorden: “Majesteit, veel kan ik niet meer zeggen maar dit zeg ik u, wij blijven u trouw, trouw tot in de dood.” Een uur na het vertrek van de koningin vallen er weer granaten op het plein.
Langzaam maar zeker worden er steeds meer stoottroepenbataljons opgericht en gaat de Margrietcompagnie een sluimerend bestaan tegemoet. In mei 1945 wordt Feijen, inmiddels in de rang van 1e luitenant, ingedeeld bij 2e compagnie, 4e bataljon regiment stoottroepen.  Iets meer dan twee maanden later, op 14 juli 1945 gaat Feijen, op eigen verzoek,  met groot verlof.  Van augustus 1945 tot mei 1946 kan hij nog allerlei afwikkelingswerkzaamheden verrichten ten behoeven van de K.P.

## Weer terug in Tegelen
Sinds hun gedwongen vlucht in 1943 zijn zowel zijn vrouw Lienke alsook Stef Feijen niet meer in Tegelen geweest, en ze hebben elkaar gedurende bijna twee jaar ook niet meer gezien. In de tussentijd zijn er verschillende huiszoekingen geweest in hun woning aan de Mariastraat. Eerst door de Duitse Sicherheits Dienst en begin 1945 nog eens door Duitse soldaten. Sinds hun huwelijk huurt het echtpaar Feijen een bovenwoning aan de Mariastraat 1. Bij terugkomst in Tegelen blijkt de woning als represaille geheel leeggeroofd te zijn door de bezetters.
Begin 1946 krijgt het echtpaar een nieuwe woning toegewezen aan de Nachtegaalstraat 86. Op 18 april 1946 wordt hier hun zoon Hans Feijen geboren. In een aangebouwde serre begint Stef Feien zijn modelmakerij onder de naam “Modelmakerij Margriet”. De 1e jaren van het bestaan van het kleine bedrijfje gaan goed en in 1952 is de werkplaats te klein geworden, waarna hij, met hulp van de Stichting 1940 – 1945, een nieuwe werkplaats in de tuin van zijn woning bouwt.
In zijn vrije tijd wordt Stef Feijen actief in zowel de Tegelse gemeenschap maar ook in diverse landelijke comités. Zo is hij actief in:
- Trainer Tegelse Reddingsbrigade
- Gemeenteraadslid Tegelen
- Voorzitter Thuisfront Tegelen
- Lid oud illegale werkers
- Erelid Royal Air Force Escape Society
- Lid bioscoopcommissie Tegelen
- Deelnemer Koninginnewoud Israël
- Mede oprichter en voorzitter Bond oud stoottroepers Noord Limburg
- Bestuurslid stichting LO LKP
- Bestuurslid stichting 1940-1945
- Voorzitter Katholiek Thuisfront
- Voorzitter  Den Vaderlant Ghetrouwe
- Penningmeester Studentenvereniging Wiedewiet Tegelen
- Voorzitter Accordeolino
- Bestuurslid landelijke Modelmakersvereniging
- Voorzitter Modelmakersvereniging district Limburg

De oorlogsjaren hebben Feijen fysieke problemen opgeleverd, zoals maag- en darmklachten als gevolg van de stress. Diverse ziekenhuisopnames volgen. Uiteindelijk overlijdt Stef Feijen op 14 augustus 1973 in het ziekenhuis in Tegelen. Op 10 oktober 1981 krijgt Lienke Feijen, tijdens een bijzonder bijeenkomst van het Regiment Stoottroepen in Ermelo, postuum voor Stef Feijen, het Verzetsherdenkingskruis, de hoogste onderscheiding voor verzetshelden in Nederland, overhandigd.